# 峰峪乡
峰峪乡，是中华人民共和国山西省大同市云州区下辖的一个乡镇级行政单位。

## 行政区划
峰峪乡下辖以下地区：
兼场村、峰峪村、西堡村、孙家港村、施家会村、沙岭村、盘道村、西后口村、东后口村、胡家窑头村、吉家会村、徐疃村、秦城村、东马庄村、委册村、杨庄村、东浮头村、徐家堡村和小王村。